# 飯岡山
飯岡山（いいおかやま）は、岩手県盛岡市上飯岡に位置する標高358.6mの山である。

## 概要
山頂までの登山道が整備されており、盛岡市内を一望できる。盛岡市茶畑のらかん公園にある十六羅漢と仙北町の長松寺にある石仏は、飯岡山から切り出された岩から造られたとされる。

## 地質
北西に連なる蟹沢山（292m）とともに輝石安山岩からなる。蟹沢山は宮沢賢治が輝石安山岩の標本を採集した場所とされる。